# Moimenta (Terras de Bouro)
Moimenta es una freguesia portuguesa del concelho de Terras de Bouro, con 3,05 km² de superficie y 803 habitantes (2001). Su densidad de población es de 263,3 hab/km².